# Lucien Thévet
Lucien Thévet est un corniste français, né le 3 juin 1914 à Beauvais (Oise) et mort le 30 juin 2007 à Vanves (Hauts-de-Seine).

## Biographie
Son père, Eugène Thévet, excellent musicien amateur qui jouait du cornet à pistons, l'initie dès l'âge de 6 ans à divers instruments à vent et rapidement c'est le cor qui obtient sa préférence. Il se produit très jeune en soliste dans les sociétés locales en compagnie de son père, notamment avec l'orchestre de la Société Philharmonique de Beauvais. En 1933, il est admis au Conservatoire National de Musique de Paris dans la classe de Fernand Reine et obtient son premier prix de cor en juin 1937, dans la classe de Édouard Vuillermoz.
La carrière de Lucien Thévet commence en mai 1937 à l'Orchestre radio-symphonique de Paris où il est reçu au concours de cor solo, fonction qu'il exercera jusqu'en 1941. Dès 1938, il est nommé cor solo à l'Orchestre de la Société des Concerts du Conservatoire,, poste qu'il occupera jusqu'en 1967. En 1941, Lucien Thévet est admis à l'orchestre du Théâtre National de l'Opéra de Paris comme cor solo, fonction qu'il ne quittera qu'en 1974.

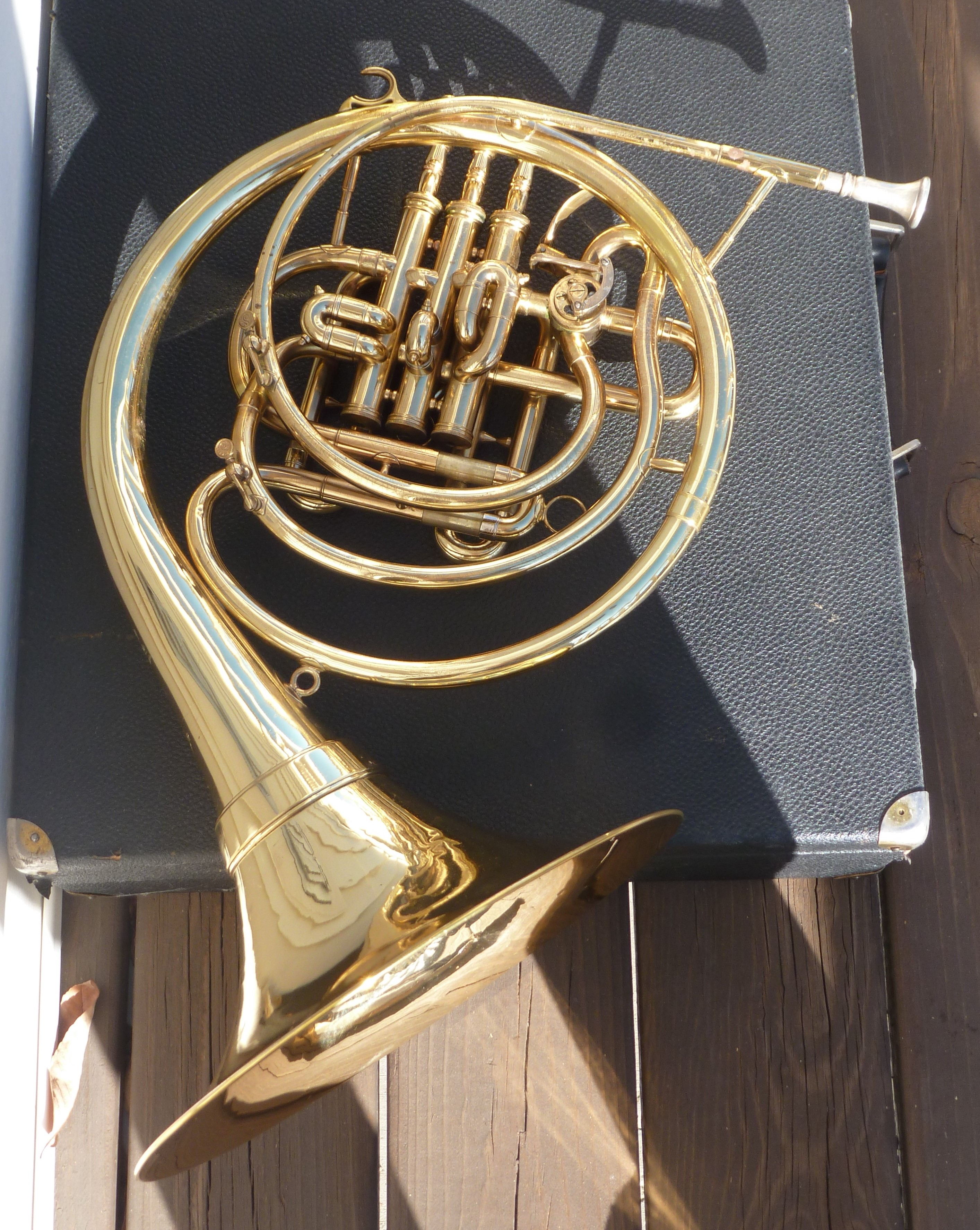
Cor Selmer modèle Thévet 1964.

Avec ces deux orchestres, Lucien Thévet joua sous la direction des plus grands chefs: Charles Munch, André Cluytens, Paul Paray, Pierre Dervaux, Serge Baudo, Carl Schuricht, Georges Prêtre, Wilhelm Furtwängler etc… En plus des nombreux concerts et enregistrements en France, il participa à plusieurs tournées et festivals tant en France qu'en Europe (Aix-en-Provence, Édimbourg par exemple). En 1950, Lucien Thévet fut invité au premier Festival Pablo Casals à Prades au cours duquel il joua et enregistra le concerto Brandebourgeois n°1 de Bach sous la direction de Pablo Casals.
A l'Opéra de Paris, Lucien Thévet interpréta douze fois la Sonnerie de Siegfried (dans l'opéra de Richard Wagner) avec un tel succès que le célèbre chef wagnérien Hans Knappertsbusch lui proposa un engagement au Festival de Bayreuth que néanmoins il déclina.
L'Orchestre de la Société des Concerts effectua en 1964 une tournée au Japon ayant pour but d'y faire connaître la musique française. Sous la direction d'André Cluytens, Lucien Thévet y interpréta, entre autres, la Pavane pour une infante défunte de Maurice Ravel. Son exécution lui valut une très grande réputation au Japon.
Parallèlement à son activité orchestrale, Lucien Thévet se produit très souvent en soliste: soliste de la Société Nationale de Musique dès 1941 et soliste des Jeunesses musicales de France à partir de 1951. Avec les Jeunesses musicales de France il effectua plusieurs tournées en France et en Afrique du Nord jusqu'en 1955 avec 120 concerts de musique de chambre. Depuis 1941, il a interprété, accompagné de différents orchestres, les quatre concertos de Mozart au cours de 35 concerts.
En 1945, Lucien Thévet joue pour la première fois en France, la Sérénade pour ténor, cor et orchestre de Benjamin Britten en présence du compositeur venu spécialement d'Angleterre et avec le ténor britannique Peter Pears.
En 1950, Lucien Thévet donne la première audition en France du second concerto de Richard Strauss. Le critique musical Bernard Gavoty nota alors que « Monsieur Thévet y gagne des étoiles ».
Trois compositeurs contemporains lui dédièrent un concerto que Lucien Thévet interpréta en première audition: celui d'Henri Tomasi en 1955, celui de Pierre-Max Dubois en 1957 et celui d'Émile Passani en 1966.
Lucien Thévet fut également un pédagogue : professeur au Conservatoire national de région de Versailles de 1948 à 1981, à l'École normale de musique de Paris de 1961 à 1969 et au conservatoire municipal Jacques Ibert (Paris 19ème arrondissement) de 1961 à 1979. Il forma de très nombreux cornistes aussi bien français qu'étrangers. Au Conservatoire de Versailles, différentes disciplines sont enseignées par Lucien Thévet. En plus du cor, il donne des cours d'ensemble à vent, de déchiffrage et de transposition destinés aux élèves des classes de cor, de trompette, de clarinette et de hautbois. Son expérience pédagogique permit à Lucien Thévet d'écrire dix ouvrages d'enseignement publiés aux Éditions Leduc entre 1960 et 1984.
En 1950,il devient conseiller technique à la manufacture d'instruments Henri Selmer Paris. Ses recherches conduisent Lucien Thévet à mettre au point un nouveau modèle de cor mis sur le marché en 1964.
À partir de 1968, Lucien Thévet effectue des expériences au laboratoire d'acoustique de l'Université Paris VI dirigé par Émile Leipp, Maître de recherche au CNRS. La réalisation de sonagrammes permet l'analyse harmonique de différents sons joués par le cor. Ces recherches ont pour but de faire progresser la technique instrumentale par l'amélioration de la maîtrise du souffle et de la respiration.
Lucien Thévet, considéré comme l'un des plus éminents cornistes du XXe siècle, a toujours été un fervent défenseur de l'école française de cor,,. Sa grande virtuosité lui a permis d'être surnommé  « prince des cornistes » par le musicologue Antoine Goléa. Officier des Palmes Académiques en 1956, Chevalier des Arts et Lettres en 1967, Médaille d'argent de la Ville de Paris en 1985, Lucien Thévet fut nommé Président d'honneur de l'Association Française du Cor et, en 1978, Membre d'honneur de l'International Horn Society. A partir des années 1980, Lucien Thévet participa à de nombreux colloques toujours dans le but de faire profiter de son expérience cornistique et de partager ses connaissances aussi bien sur le plan de l'interprétation des œuvres que sur celui de la pédagogie. En 1995, il est l'invité d'honneur au 27ème colloque de l'International Horn Society à Yamagata au Japon au cours duquel il donna une conférence intitulée:« Évolution du cor et perspectives d'avenir ».
A l'âge de 93 ans, Lucien Thévet s'éteint le 30 juin 2007 et il est inhumé à Beauvais, sa ville natale.

## Discographie
- Jean-Sébastien Bach :
  - Concerto brandebourgeois n° 1, Orchestre du Festival de Prades, direction Pablo Casals (Columbia), Orchestre symphonique, direction Otto Klemperer (Polydor)
  - Grande fugue et Sicilienne (arrangement Jean Thilde), Quatuor de cors de Paris (Decca)
- Ludwig van Beethoven : Rondino (octuor à vent), Solistes de la Société des Concerts du Conservatoire, direction Fernand Oubradous (La Voix de son Maître)
- Johannes Brahms : Trio pour cor, violon et piano (Decca)
- Paul Dukas : Villanelle pour cor et piano (Decca)
- Johann Friedrich Fasch : Concerto pour 2 cors, 2 hautbois, 2 bassons et cordes, Orchestre de chambre de Versailles, direction Bernard Wahl (Vogue)
- Jacques -François Gallay : Préludes pour cor seul (Decca)
- Wolfgang Amadeus Mozart :
  - Concerto pour cor et orchestre N°3, K447, Société des Instruments à vent, direction Fernand Oubradous (Gramophone), Orchestre de chambre Fernand Oubradous, direction Fernand Oubradous (Pathé)
  - Divertissement N°3 (octuor à vent), Solistes de la Société des Concerts du Conservatoire, direction Fernand Oubradous (Odéon)
  - Divertissement K287 (2 cors et cordes), Orchestre de chambre Maurice Hewitt, direction Maurice Hewitt (Discophiles Français)
  - Sérénade K361 (13 instruments à vent), Ensemble Maurice Hewitt, direction Maurice Hewitt (Discophiles Français)
  - Ode funèbre, Orchestre de chambre Maurice Hewitt, direction Maurice Hewitt (Discophiles Français)
- Francis Poulenc :
  - Sonate pour cor, trompette et trombone (Decca)
  - Élégie pour cor et piano avec Francis Poulenc au piano (Véga)
- Jean-Philippe Rameau : Suite "Les Paladins", Orchestre de chambre Jean-Louis Petit, direction Jean-Louis Petit (Decca)[23]
- Maurice Ravel : Pavane pour une infante défunte, Orchestre de la Société des Concerts du Conservatoire, direction Charles Munch (Gramophone), Orchestre de la Société des Concerts du Conservatoire, direction André Cluytens (Pathé), Orchestre du Théâtre National de l'Opéra, direction Pierre-Michel Le Conte (Guilde Internationale du Disque), Nouvelle Association Symphonique, direction René Leibowitz (Vox), Orchestre du Théâtre des Champs-Élysées, direction Pedro de Freitas Branco (Ducretet-Thomson), Orchestre du Théâtre National de l'Opéra, direction Manuel Rosenthal (Véga), Grand Prix du Disque 1959, Orchestre des Solistes de Paris, direction Louis Martin (Résonances), Orchestre de la Société des Concerts du Conservatoire, direction André Cluytens (Columbia), Grand Prix du Disque 1964, Orchestre de la Société des Concerts du Conservatoire, direction André Cluytens, concert enregistré à Tokyo (Japon) le 7 mai 1964 (CD Altus).
- Gioacchino Rossini : Quatuor N°2 pour flûte, clarinette, cor et basson (Amphion)
- Richard Wagner : Sonnerie de Siegfried pour cor seul (Decca)

Fanfares : Ensemble de solistes jouant sur des instruments Selmer, direction Armand Birbaum (Philips-Fontana), interprètent :
1. Tony Aubin : Fanfare pour « Cressida »
2. Paul Dukas : Fanfare pour précéder « La Péri »
3. André Jolivet : Fanfares pour « Britannicus »
4. Henri Tomasi : Fanfares liturgiques
5. Georg Friedrich Haendel « A Notre-Dame »,
6. Henry Purcell « A Notre-Dame »

En 2000, un CD intitulé « Lucien Thévet, Cor » Récital 1 est édité par Arpèges--Diffusion dans la collection Prestige. Sur ce CD sont regroupés les enregistrements de Paul Dukas (Villanelle), Jacques-François Gallay (Préludes), Richard Wagner (Sonnerie de Siegfried), Jean-Sébastien Bach (Grande fugue et Sicilienne), Francis Poulenc (Élégie) et Johannes Brahms (Trio pour cor, violon et piano).

## Ouvrages pédagogiques
(publiés aux Éditions Alphonse Leduc)
- Méthode complète de cor (en trois volumes et quatre langues: français, anglais, allemand, espagnol) (1960)
- Soixante études pour cor (en deux cahiers) (1963)
- Cinquante exercices à changement de ton pour cor (1964)
- Soixante-cinq études-déchiffrages pour cor (1967)
- Vingt études pour cor (1969)
- Cent exercices rythmiques à 2 et 3 parties pour tous les instruments en clé de sol (en deux cahiers) (1975)
- Cinquante exercices à changement de ton pour trompette et cornet à pistons (1979)
- La transposition à vue. Méthode à l'usage de tous les instrumentistes, chefs d'orchestre et orchestrateurs (1979)
- Soixante-cinq études-déchiffrages pour trombone (1981)
- Le débutant corniste. 120 exercices d'initiation (1984)